# SingStar Svenska Hits Schlager
SingStar Svenska Hits Schlager fue el último título lanzado en Suecia. En Europa se lanzaron en los últimos 6 meses de 2007: SingStar '90s, SingStar Rock Ballads, SingStar R&B y una versión con canciones exclusivas de cada país en lugar de una versión internacional. En España su equivalente es SingStar Latino.

## SingStar Svenska Hits SchlagerLista de canciones

### Lista Sueca
| SingStar Svenska Hits Schlager |                                   |
| After Dark                     | "La Dolce Vita"                   |
| Alcázar                        | "Not a Sinner, Nor a Saint"       |
| Arja Saijonmaa                 | "Högt över havet"                 |
| Barbados                       | "Världen utanför"                 |
| Brandsta City Släckers         | "Kom och ta mig"                  |
| Carola                         | "Främling"                        |
| Charlotte Nilsson              | "Tusen och en natt"               |
| Fame                           | "Give Me Your Love"               |
| Helena Paparizou               | "My Number One"                   |
| Herreys                        | "Diggi-loo diggi-ley"             |
| Jan Johansen                   | "Se på mig"                       |
| Jill Johnson                   | "Crazy in Love"                   |
| Kikki Danielsson               | "Bra vibrationer"                 |
| Kikki, Bettan & Lotta          | "Vem é dé du vill ha"             |
| Lasse Holm & Monica Törnell    | "E' de' det här du kallar kärlek" |
| Lena Philipsson                | "Dansa i neon"                    |
| Linda Bengtzing                | "Jag ljuger så bra"               |
| Lotta Engberg                  | "Fyra Bugg & en Coca Cola"        |
| Magnus Uggla                   | "För kung och fosterland"         |
| Markoolio & Linda Bengtzing    | "Värsta schlagern"                |
| Martin Stenmarck               | "Las Vegas"                       |
| Nanne                          | "Håll om mig"                     |
| Nick Borgen                    | "We Are All the Winners"          |
| Roger Pontare                  | "När vindarna viskar mitt namn"   |
| Sarah Dawn Finer               | "I Remember Love"                 |
| Shirley Clamp                  | "Min kärlek"                      |
| Sonja Aldén                    | "För att du finns"                |
| The Ark                        | "The Worrying Kind"               |
| The Poodles                    | "Night of Passion"                |
| Tommy Nilsson                  | "En dag"                          |